# Llauro
Llauro is een gemeente in het Franse departement Pyrénées-Orientales (regio Occitanie) en telt 270 inwoners (1999). De plaats maakt deel uit van het arrondissement Perpignan.

## Geografie
De oppervlakte van Llauro bedraagt 8,2 km², de bevolkingsdichtheid is 32,9 inwoners per km².
De onderstaande kaart toont de ligging van Llauro met de belangrijkste infrastructuur en aangrenzende gemeenten.

## Demografie
Onderstaande figuur toont het verloop van het inwonertal (bron: INSEE-tellingen).